# Chodaczków Mały
Chodaczków Mały (ukr. Мали́й Хода́чків) – wieś na Ukrainie w rejonie tarnopolskim obwodu tarnopolskiego. Liczy 1503 mieszkańców (2001 rok).
W pobliżu miejscowości jest przystanek kolejowy Chodaczków Mały.

## Historia
Pierwsza wzmianka o miejscowości (pod nazwą Kaczawa - obecnie część wsi) pochodzi z 1464 roku.  Wieś zrujnowały najazdy tatarskie z lat 1508, 1515 і 1516.
Od połowy XVI do połowy XVII wieku wieś należała do Potockich. W XVII wieku nazywana Chodaczkowem lub Kaczową. W 1765 roku Chodaczków Mały należał do królewskiego majątku Borki a był oddany dożywotnio Wiktorowi Zaleskiemu. W XIX wieku wieś należała do Baworowskich. W 1849 roku otwarto tu szkołę, w 1896 roku funkcjonowały folwark, młyn i dwie karczmy.
W formacjach Strzelców Siczowych i UHA służyło blisko 50 mieszkańców wsi.
W dwudziestoleciu międzywojennym we wsi działały towarzystwa Proswita, Sokił, Silśkyj Hospodar, Ridna Szkoła, Sojuz Ukrajinok i spółdzielnia. 19 września 1930 roku w ramach tzw. drugiego wystąpienia UWO podpalono dworzec w Chodaczkowie Małym. Podczas pacyfikacji Małopolski Wschodniej wojsko polskie zniszczyło mienie ukraińskich stowarzyszeń, na wieś nałożono kontrybucję w wysokości 700 złotych oraz kilku wozów zboża i furażu.
W 1932 roku we wsi była czteroklasowa szkoła, dwa zakłady tłuszczowe i młyn.
Przed 1939 koło wsi istniała osada Jagiellonów, gdzie w 1938 poświęcono kościół św. Stanisława Biskupa.
21 sierpnia 1941 roku 184 mieszkańców Chodaczkowa Małego poparło Akt odnowienia Państwa Ukraińskiego przez OUN-B. Podczas II wojny światowej w szeregach Armii Czerwonej zginęło lub zaginęło 109 mieszkańców wsi.
W czasie okupacji niemieckiej mieszkająca we wsi Polka Paulina Czajka oraz ukraińskie rodziny Bałyków (Josyp i Franciszka oraz ich córka Chełena) i Wertepnych (Wiktor i Lucyja z d. Bałyk) udzielali pomocy Żydom, za co po wojnie Instytut Jad Waszem uhonorował ich tytułami Sprawiedliwych wśród Narodów Świata.
Według Komańskiego i Siekierki w lutym 1944 roku bojówka ukraińska zabiła we wsi 20 Polaków. Po tym wydarzeniu pozostali Polacy ewakuowali się z Chodaczkowa Małego. 31 stycznia 1945 roku w Chodaczkowie Małym doszło do walki 14 członków UPA z blisko 80 żołnierzami Wojsk Wewnętrznych i członkami batalionu niszczycielskiego (IB). Według Wojcechiwskiego i Melnyczuka po stronie sowieckiej zginęło 14 ludzi, zarekwirowano mienie Ukraińców i spalono 3 gospodarstwa. Według Komitetu Ziem Wschodnich w tym czasie aresztowań Ukraińców w Chodaczkowie Małym dokonywał polski IB z Borków Wielkich. Ponad 130 mieszkańców wsi zginęło, bądź spotkały ich represje z tytułu przynależności, względnie wspierania OUN i UPA.
W 1948 roku chłopów z Chodaczkowa Małego przymusowo wcielono do trzech kołchozów. W 1950 roku kołchozy we wsi zjednoczyły się, w 1955 roku do tegoż kołchozu dołączono kołchoz w Konstantynówce.
W 2004 roku we wsi funkcjonowały: szkoła, klub, biblioteka, cegielnia, masarnia, młyn. W 2014 roku młyn był nieczynny, działało przedszkole, grupa folklorystyczna Chodaky, 4 sklepy, przedsiębiorstwo agroturystyczne.

## Religia
Parafia greckokatolicka na miejscu. W XIX w. żyjący w Chodaczkowie Małym rzymscy katolicy należeli do parafii w Hałuszczyńcach.
- cerkiew św. Michała z końca XVIII wieku, rozbudowana po I wojnie światowej[16].
- kapliczka (1993)[1]
- figura dla obrony przed błyskawicami z 1872 roku[1]
- figura Najświętszej Marii Panny (1997)[1]
- figura Chrystusa (2007)[2]

## Pomniki
- zniesienia pańszczyzny[1]
- pomnik mieszkańców wsi poległych w wielkiej wojnie ojczyźnianej (1968)[1]
- kopiec-symboliczna mogiła członków OUN-UPA (1991)[1]

## Demografia
- 1832 rok: 978 mieszkańców[2]
- 1880 rok: 1351, w tym 1200 grekokatolików, 75 rzymskich katolików, 76 wyznawców judaizmu[15].
- 1921 rok: 1906, w tym 1813 Ukraińców, 77 Polaków i 16 Żydów[12];
- 1931 rok: 2238[12]
- 2001 rok: 1503